# Championnats du monde d'athlétisme jeunesse 2007
Navigation
Édition précédente Édition suivante
Les 5es Championnats du monde d'athlétisme jeunesse ou cadets, organisés par l'IAAF, se sont déroulés à Ostrava (République tchèque) du 11 au 15 juillet 2007. En tout, 1 228 athlètes ont participé et des records des championnats ont été battus dans 11 disciplines. 41 États participants, un record, se sont partagé les médailles.

## Résultats

### Garçons
| Épreuves             | Or                                                                | Or             | Argent                                                    | Argent         | Bronze                                                      | Bronze         |
| -------------------- | ----------------------------------------------------------------- | -------------- | --------------------------------------------------------- | -------------- | ----------------------------------------------------------- | -------------- |
| 100 m                | Dexter Lee JAM                                                    | 10 s 51        | Nickel Ashmeade JAM                                       | 10 s 54        | Kenneth Gilstrap USA                                        | 10 s 65        |
| 200 m                | Ramone McKenzie JAM                                               | 20 s 67        | Ramil Quliyev AZE                                         | 20 s 72        | Nickel Ashmeade JAM                                         | 20 s 76        |
| 400 m                | Christopher Clarke GBR                                            | 46 s 74        | Kirani James GRN                                          | 46 s 96        | Vladimir Krasnov RUS                                        | 47 s 03        |
| 800 m                | Geoffrey Kibet KEN                                                | 1 min 49 s 99  | Ali al-Deraan KSA                                         | 1 min 50 s 10  | Amine El Manaoui MAR                                        | 1 min 50 s 12  |
| 1 500 m              | Fredrick Musyoki Ndunge KEN                                       | 3 min 44 s 27  | Josphat Mitunga Kithii KEN                                | 3 min 44 s 68  | Dawit Wolde ETH                                             | 3 min 45 s 03  |
| 3 000 m              | Daniel Lemashon Salel KEN                                         | 7 min 57 s 18  | Lucas Rotich KEN                                          | 7 min 59 s 67  | Hicham El Amrani MAR                                        | 8 min 00 s 98  |
| 2 000 mètres steeple | Legese Lamiso ETH                                                 | 5 min 30 s 81  | Silas Kitum KEN                                           | 5 min 32 s 88  | Abdellah Dacha MAR                                          | 5 min 34 s 49  |
| 110 mètres haies     | Wayne Davis USA                                                   | 13 s 18        | William Wynne USA                                         | 13 s 44        | Denis Semenov KAZ                                           | 13 s 82        |
| 400 mètres haies     | William Wynne USA                                                 | 49 s 01        | Reginald Wyatt USA                                        | 50 s 33        | Amaurys R. Valle CUB                                        | 50 s 37        |
| 10 000 m marche      | Stanislav Emelyanov Russie                                        | 41 min 49 s 91 | Pedro Daniel Gómez MEX                                    | 43 min 11 s 87 | Vito Di Bari ITA                                            | 43 min 36 s 13 |
| Saut en hauteur      | Chen Wang CHN                                                     | 2,22 m         | Sergey Mudrov RUS                                         | 2,22 m         | Josh Hall (athlétisme) AUS                                  | 2,20 m         |
| Saut à la perche     | Nico Weiler GER                                                   | 5,26 m         | Manuel Concepción ESP                                     | 4,85 m         | Shota Doi JPN                                               | 4,85 m         |
| Saut en longueur     | Yasumichi Konishi JPN                                             | 7,52 m         | Daisuke Yoshiyama JPN                                     | 7,32 m         | Christian Taylor USA                                        | 7,29 m         |
| Triple saut          | Christian Taylor USA                                              | 15,98 m        | Aleksey Fedorov RUS                                       | 15,59 m        | Gennadiy Chudinov RUS                                       | 15,54 m        |
| Lancer du poids      | David Storl GER                                                   | 21,40 m        | Marin Premeru CRO                                         | 20,42 m        | Dmytro Savytskyy UKR                                        | 20,15 m        |
| Lancer du disque     | Mykyta Nesterenko UKR                                             | 68,54 m        | Marin Premeru CRO                                         | 64,20 m        | Andrius Gudžius LTU                                         | 61,59 m        |
| Lancer du marteau    | Andriy Martynyuk UKR                                              | 76,09 m        | Dániel Szabó HUN                                          | 75,30 m        | Richard Olbrich GER                                         | 75,18 m        |
| Lancer du javelot    | Tuomas Laaksonen FIN                                              | 79,71 m        | Hamish Peacock AUS                                        | 76,31 m        | Edgars Rūtiņš LAT                                           | 74,65 m        |
| Relais suédois       | USA Isaiah Sweeney Kenneth Gilstrap William Wynne Danzell Fortson | 1 min 51 s 34  | JPN Seiya Hane Daizo Hamano Hiroyuki Kubota Akihiro Urano | 1 min 51 s 42  | JAM Dexter Lee Ramone McKenzie Nickel Ashmeade Dwayne Extol | 1 min 52 s 18  |
| Octathlon            | Shane Brathwaite BAR                                              | 6 261 pts      | Jaroslav Hedvicák CZE                                     | 6 212 pts      | Adam Bevis AUS                                              | 6 212 pts      |

### Filles
| Épreuves          | Or                                                             | Or             | Argent                                                       | Argent         | Bronze                                                             | Bronze         |
| ----------------- | -------------------------------------------------------------- | -------------- | ------------------------------------------------------------ | -------------- | ------------------------------------------------------------------ | -------------- |
| 100 m             | Asha Philip GBR                                                | 11 s 46        | Rosângela Santos BRA                                         | 11 s 46        | Ashlee Nelson GBR                                                  | 11 s 58        |
| 200 m             | Bárbara Leoncio BRA                                            | 23 s 50        | Chalonda Goodman USA                                         | 23 s 54        | Nivea Smith BAH                                                    | 23 s 69        |
| 400 m             | Yuliya Baraley UKR                                             | 53 s 57        | Latoya McDermott JAM                                         | 54 s 12        | Alexandra Štuková SVK                                              | 54 s 46        |
| 800 m             | Elena Mirela Lavric ROU                                        | 2 min 04 s 29  | Alison Leonard GBR                                           | 2 min 05 s 36  | Juana Ivis Méndez CUB                                              | 2 min 05 s 42  |
| 1 500 m           | Sammary Cherotich KEN                                          | 4 min 15 s 47  | Jordan Hasay USA                                             | 4 min 17 s 24  | Sheila Chepkirui Kiprotich KEN                                     | 4 min 19 s 26  |
| 3 000 m           | Mercy Cherono KEN                                              | 8 min 53 s 94  | Mahlet Melese ETH                                            | 8 min 56 s 98  | Sule Utura ETH                                                     | 9 min 06 s 48  |
| 100 mètres haies  | Julian Purvis USA                                              | 13 s 41        | Shermaine Williams JAM                                       | 13 s 48        | Anne Zagré BEL                                                     | 13 s 58        |
| 400 mètres haies  | Dalilah Muhammad USA                                           | 57 s 25        | Andreea Ionescu ROU                                          | 57 s 33        | Ryann Krais USA                                                    | 57 s 50        |
| 5000 m marche     | Tatyana Kalmykova RUS                                          | 20 min 28 s 05 | Irina Yumanova RUS                                           | 21 min 21 s 14 | Panayióta Tsinopoúlou GRE                                          | 22 min 49 s 15 |
| Saut en hauteur   | Natalya Mamlina RUS                                            | 1,89 m         | Misha-Gaye DaCosta JAM                                       | 1,84 m         | Aleksandrina Klimentinova Elena Vallortigara                       | 1,81 m         |
| Saut à la perche  | Vicky Parnov AUS                                               | 4,35 m         | Ekateríni Stefanídi GRE                                      | 4,25 m         | Petra Olsen SWE                                                    | 4,05 m         |
| Saut en longueur  | Darya Klishina RUS                                             | 6,47 m         | Ivana Španović SRB                                           | 6,41 m         | Mariya Shumilova RUS                                               | 6,29 m         |
| Triple saut       | Dailenys Alcántara CUB                                         | 13,63 m        | Josleidy Ribalta CUB                                         | 13,32 m        | Maja Bratkic SLO                                                   | 12,96 m        |
| Lancer du poids   | Aliona Hryshko BLR                                             | 15,91 m        | Samira Burkhardt GER                                         | 15,36 m        | Sophie Kleeberg GER                                                | 14,94 m        |
| Lancer de disque  | Julia Fischer GER                                              | 51,39 m        | Sandra Perković CRO                                          | 51,25 m        | Jin Yuanyuan CHN                                                   | 51,20 m        |
| Lancer du marteau | Bianca Perie ROU                                               | 64,61 m        | Andriána Papadopoúlou-Fatála GRE                             | 56,32 m        | Barbara Špiler SLO                                                 | 55,97 m        |
| Lancer du javelot | Tazmin Brits RSA                                               | 51,71 m        | Carita Hinkka FIN                                            | 51,61 m        | Sini Kiiski FIN                                                    | 50,75 m        |
| Relais suédois    | USA Chalonda Goodman Ashton Purvis Ryann Krais Erica Alexander | 2 min 05 s 74  | JAM Gayon Evans Jura Levy Shana-Gaye Tracey Latoya McDermott | 2 min 06 s 77  | CAN Loudia Laarman Christabel Nettey Alyssa Johnson Natalie Geiger | 2 min 09 s 08  |
| Heptathlon        | Katerina Cachová CZE                                           | 5 641 pts      | Carolin Schäfer GER                                          | 5 544 pts      | Elisa-Sophie Döbel GER                                             | 5 494 pts      |

## Médailles
Les États-Unis remportent 7 médailles d'or, 4 d'argent et 3 de bronze, devant la Russie et le Kenya. Au classement aux points (finalistes), c'est le même ordre avec respectivement 145, 99 et 91 points.